# 石川県道148号小塩潮津線
石川県道148号小塩潮津線（いしかわけんどう148ごう おしおうしおづせん）とは、石川県加賀市にある一般県道（石川県道）である。

## 概要
- 起点：石川県加賀市小塩町甲26番1地先（＝橋立交差点、石川県道19号橋立港線交点）
- 終点：石川県加賀市潮津町ユ47番1地先（＝潮津西交差点、石川県道39号山中伊切線交点）

起点より東へ進む。橋立漁港前を通り、北陸自動車道尼御前SAの下をくぐり、さらに西進。加賀市立片山津中学校下で南西に曲がり、その後、西へカーブし、終点に至る。

## 歴史
- 1960年（昭和35年）10月15日：橋立交差点（加賀市小塩町、現在の起点）から現区間を経てJR動橋駅まで至る経路を「石川県道小塩動橋停車場線」として路線認定。
- 1977年（昭和52年）1月14日：「石川県道小塩動橋停車場線」のうち、橋立交差点（加賀市小塩町、現在の起点）から同市動橋町（JR動橋駅前）までの区間を主要地方道に昇格し、石川県道39号山中伊切線として分割。同日、残りの区間を「石川県道148号小塩潮津線」として新たに路線認定。

## 接続道路
- 石川県道19号橋立港線（加賀市小塩町・橋立交差点：起点）
- 石川県道20号小松加賀線（同市篠原町・篠原北交差点）
- 石川県道39号山中伊切線（同市潮津町・潮津西交差点：終点）

## 通過する自治体
- 石川県
  - 加賀市